# Embalse de Belver
El embalse de Belver (en portugués: albufeira de Belver) es una obra de ingeniería hidroeléctrica construida en el curso bajo del río Tajo, en el distrito de Portalegre, a 6 km de Belver, la localidad que le da nombre, en el Alentejo, Portugal.

## Presa
La presa de Belver es una presa de gravedad de 30 metros de altura (altura sobre cimientos) y 327,5 metros de longitud, con una altura de coronación de 47,5 metros. El volumen de la presa es de 90 000 m³. El aliviadero forma parte del cuerpo de la presa (10 compuertas con una capacidad máxima de desagüe de 18 000 m³/s). La central hidroeléctrica asociada cuenta con una capacidad instalada de 80,7 MW, utilizando seis turbinas tipo Kaplan, y genera una producción media anual de 176 GWh.
Cuenta con el primer paso para peces que fue construido en Portugal, en 1947, del tipo Denil, que posteriormente fue sustituido por la esclusa que existe actualmente. Sin embargo, según un estudio realizado en los años 90, no es muy eficaz.

## Embalse
El embalse resultante tiene una capacidad total de 12,5 hm³ y una superficie de 2,86 km².
Además de su función en la generación de energía, el embalse de Belver es un lugar popular para actividades recreativas, incluyendo la pesca deportiva. Entre las especies más comunes en sus aguas se encuentran el black bass y la carpa, así como la lamprea, cuyas poblaciones son las únicas de esta especie en toda la península ibérica.